# Mariana del Alcázar
María Ana del Alcázar y Ascázubi (San Francisco de Quito, 4 de enero de 1837-Ibidem, 1902), comúnmente llamada Mariana del Alcázar, fue la segunda y última esposa del presidente ecuatoriano Gabriel García Moreno, y como tal es reconocida como primera dama de la nación, título que ostentó entre el 10 de agosto de 1869 y el 6 de agosto de 1875.

## Biografía

### Infancia y juventud
Nacida en la ciudad de Quito el 4 de enero de 1837, fue bautizada con los nombres de María Dolores Ana Juana, aunque en el tiempo prevalecerían los de María y Ana que, a la usanza de la época, se contrajeron en el de Mariana. Era hija de Manuel del Alcázar y Román y su esposa, María del Rosario de Ascázubi y Matheu; lo que la hacía descendiente por línea paterna de la Casa de los Condes de la Marquina, mientras que por el lado materno era bisnieta de Manuel Matheu y Aranda Enríquez de Guzmán, IX marqués de Maenza.
Después de las sucesivas muertes de sus propios hijos, tanto su tía Rosa de Ascázubi y Matheus, como el esposo de ésta, Gabriel García Moreno, tomaron cariño por varios de sus sobrinos, en especial los de la familia Del Alcázar-Ascázubi. Mariana, en particular, pasó en casa de sus tíos varias temporadas vacacionales de sus estudios en un convento de Quito, tanto así que le llegaron a tener cierta predilección por sobre los demás.

### Matrimonio
Un par de meses después de fallecida su esposa, Gabriel García Moreno se dirigió a sus cuñados Manuel y María del Rosario para solicitarles la mano de su hija Rosa, pero éste pedido fue rechazado tajantemente por el padre. Sin embargo, una negativa similar no bastó frente al carácter impetuoso de Mariana, que contaba ya con 29 años y decidió aceptar sin miramientos el compromiso cuando el viudo le propuso matrimonio unas semanas más tarde. El 1 de abril de 1866 contrajo nupcias con su tío político en una ceremonia celebrada en la iglesia de El Sagrario, siendo los esposos Juan Aguirre y Leonor Klinger sus padrinos de boda. La diferencia de edad entre los novios era de dieciséis años, nada fuera de lo común en aquella época.
La pareja pasó los primeros días de su vida conyugal en la Hacienda La Carolina, propiedad de los padrinos de boda, hasta donde algunos autores afirman que les llegó en carretilla las pertenencias de Gabriel García Moreno, que habían enviado como señal de rechazo la madre y tías de Mariana.

### Descendencia
El matrimonio entre Mariana y Gabriel García Moreno engendró cinco hijos, de los que solo uno alcanzaría la mayoría de edad:
- María Rosa García del Alcázar, nacida en Guaranda el 6 de diciembre de 1866, fallecida en Guápulo el 8 de febrero de 1868.
- Juana García del Alcázar, nacida en Quito el 1 de octubre de 1867, fallecida en la misma ciudad el 1 de octubre de 1867.
- Gabriel María García del Alcázar, nacido en Quito el 10 de enero de 1870, a quien el 13 de abril de 1902 en testamento público instituye como heredero. Fallecido en la misma ciudad el 22 de agosto de 1931.
- Mariana de Jesús García del Alcázar, nacida en Quito el 25 de junio de 1874, fallecida en la misma ciudad el 1 de julio de 1875.

### Persecuciones
El 6 de agosto de 1875, su esposo Gabriel García Moreno que ocupaba por segunda ocasión la presidencia de la república fue asesinado por un grupo de conspiradores liberales dejando viuda a Mariana del Alcázar. El nuevo presidente Antonio Borrero se negó a derogar la Carta Negra (Constitución Conservadora) poniendo a sus liberales radicales en su contra. El 8 de septiembre de 1876, estalla en Guayaquil la Revolución de Veintemilla liderada por el general Ignacio de Veintemilla (primo materno de Mariana) buscando el derrocamiento del presidente Antonio Borrero y la derogatoria de la Constitución Conservadora.
Mariana del Alcázar y su hijo Gabriel García del Alcázar se refugiaron en el 
monasterio de Santa Catalina buscando refugio de las tropas rebeldes liberales que llegaron a la capital política (Quito) el 26 de diciembre de 1876 después de derrotar a las tropas gobiernistas en la batalla de Galte y dando inicio Ignacio de Veintemilla a su dictadura.
Derrocado su primo en 1883 durante la Guerra de la Restauración y con el regreso de los conservadores al poder político, Mariana del Alcázar se dedicaría laboriosamente administrar las haciendas que pertenecían a su patrimonio particular hasta que en 1895 el general liberal Eloy Alfaro conquistó el poder tras liderar el derrocamiento del presidente conservador Vicente Lucio Salazar.
Eloy Alfaro ordena la confiscación de la riqueza de las principales familias terratenientes conservadoras del Ecuador. El ganado, la maquinaria agrícola y los muebles pertenecientes a la Hacienda Cumbijín cuya propietaria era Mariana del Alcázar fueron confiscados. Del mismo modo su hijo Gabriel García del Alcázar recibió orden de arresto por parte de Eloy Alfaro, sin embargo este logró fugar y esconderse en la Hacienda Guachalá (propiedad protegida por el gobierno de la República del Perú).

### Fallecimiento
Mariana del Alcázar falleció en la ciudad de Quito, en el año 1902, aunque se desconoce la fecha exacta. Tenía 65 años de edad, y había sobrevivido veintisiete años a la muerte de su esposo.